# Déspo Diamantídou
Déspina « Déspo » Diamantídou (grec moderne : Δέσποινα « Δέσπω » Διαμαντίδου), née le 13 juillet 1916 au Pirée et morte le 18 février 2004 à Athènes, est une actrice grecque (parfois créditée simplement Déspo).

## Biographie
Au cinéma, Déspo Diamantídou contribue entre 1949 et 2003 à soixante-quatre films, majoritairement grecs (plus quelques films américains ou en coproduction).
Notamment, elle apparaît dans des réalisations de Jules Dassin, dont Jamais le dimanche (1960), La Promesse de l'aube (coproduction franco-américaine, 1970) et Cri de femmes (1978), tous trois avec Melina Mercouri.
Citons encore Fin de crédit de Michael Cacoyannis (1958, avec Ellie Lambeti), Les Lanternes rouges de Vasílis Georgiádis (1963, avec Jenny Karezi), ainsi que Guerre et Amour de Woody Allen (coproduction franco-américaine, 1975, avec le réalisateur et Diane Keaton).
À la télévision grecque ou américaine, elle se produit dans trois téléfilms et douze séries, de 1972 à 1989.
Déspo Diamantídou est également active au théâtre, principalement dans son pays natal, mais aussi à Broadway (New York) où elle joue dans trois comédies musicales, Illya Darling (en) (1967-1968, adaptation du film précité Jamais le dimanche, avec Melina Mercouri et Orson Bean), Cabaret (1968, avec George Voskovec) et enfin A Little Night Music (1973-1974, avec Glynis Johns et Hermione Gingold).

## Filmographie partielle

### Cinéma
- 1954 : Thanassakis, le politicien (Θανασάκης ο πολιτευόμενος) d'Alékos Sakellários : Sofia
- 1958 : Fin de crédit (Το τελευταίο ψέμμα) de Michael Cacoyannis : Katy
- 1960 : Maddalena (Μανταλένα) de Dinos Dimopoulos : Mme Yokari
- 1960 : Jamais le dimanche (Ποτέ την Κυριακή) de Jules Dassin : Despo
- 1960 : Blanche-Neige et les Sept Vieux Garçons (Η Χιονάτη και τα επτά γεροντοπαλίκαρα) de Iákovos Kambanéllis : Aglaia
- 1961 : Aliki dans la marine (Η Αλίκη στο ναυτικό) d'Alékos Sakellários : la mère d'Aliki
- 1963 : Les Lanternes rouges (Tα κόκκινα φανάρια) de Vasílis Georgiádis : Mme Pari
- 1964 : Topkapi de Jules Dassin : Voula
- 1964 : Mariage à la grecque (Γάμος αλά Ελληνικά) de Vasílis Georgiádis : la mère de Mina
- 1965 : Et la femme craindra son mari (Η δε γυνή να φοβήται τον άνδρα) de Yórgos Tzavéllas : Bebeka
- 1966 : Stefania (Η Στεφανία) de Yánnis Dalianídis : la geôlière
- 1970 : La Promesse de l'aube (Promise at Dawn) de Jules Dassin : Aniela
- 1971 : The Gang That Couldn't Shoot Straight de James Goldstone : une pleureuse
- 1971 : Faits l'un pour l'autre (Made for Each Other) de Robert B. Bean : une membre de la thérapie de groupe
- 1971 : Les Cavaliers (The Horrsemen) de John Frankenheimer : Uljan
- 1973 : Le Loup-garou de Washington (The Werewolf of Washington) de Milton Moses Ginsberg : une bohémienne
- 1975 : Guerre et Amour (Love and Death) de Woody Allen : la mère de Boris
- 1978 : Cri de femmes (Κραυγή Γυναικών) de Jules Dassin : Maria

### Télévision
- 1974 : Nicky's World, téléfilm de Paul Stanley : Electra
- 1976 : Ivan le Terrible (Ivan the Terrible), mini-série, épisode 1 Ivan's Out of Work : Tationa

## Théâtre à Broadway
(comédies musicales)
- 1967-1968 : Illya Darling, musique de Mános Hadjidákis, lyrics de Joe Darion, mise en scène et livret de Jules Dassin (d'après son film Jamais le dimanche), décors d'Oliver Smith, costumes de Theoni V. Aldredge : Despo
- 1968 : Cabaret, musique de John Kander, lyrics de Fred Ebb, livret de Joe Masteroff (d'après la pièce I Am a Camera de John Van Druten), production et mise en scène d'Harold Prince : Fraulein Schneider
- 1973-1974 : A Little Night Music, musique et lyrics de Stephen Sondheim, livret de Hugh Wheeler (d'après le film d'Ingmar Bergman Sourires d'une nuit d'été), production et mise en scène d'Harold Prince : Malla